# 잰디의 신부
《잰디의 신부》 (영어: Zandy's Bride)는 1974년에 개봉한 미국의 서부극 영화이다.

## 줄거리
잰디 앨런은 미국 서부의 외딴 지역에서 열심히 일하는 소 목장 주인으로, 아내보다는 일손이 더 필요하다. 그는 미니애폴리스 근처에 사는 스웨덴 여성을 우편 주문 신부로 들인다. 20대 여성을 기대했던 잰디는 한나 룬드가 32세라는 사실에 실망한다. 그는 사랑에는 관심이 없고 오직 일에만 관심이 있지만, 이것이 그가 마리아라는 현지 여성 주변에서 방탕하게 행동하는 것을 막지는 못한다. 그의 생각에 한나는 순전히 잰디가 목장을 운영하고 미래의 아들들을 낳는 것을 돕기 위해 여기에 있다. 그러나 한나와 함께 시간을 보낼수록 그는 한나를 자신이 산 소유물로 대하는 것을 줄여나가는데, 이는 그녀가 존중받기를 주장했기 때문이다.

## 출연진
- 진 해크먼 - 잰디 앨런 역
- 리브 울만 - 한나 룬드 역
- 아일린 헤커트 - 마 앨런 역: 잰디의 어머니.
- 수전 터렐 - 마리아 코도바 역
- 해리 딘 스탠턴 - 월터 송거 역
- 조 샌토스 - 프랭크 갤로 역
- 프랭크 케이디 - 파 앨런 역: 잰디의 아버지.
- 샘 보텀스 - 멜 앨런 역
- 로버트 E. 심프슨 - 빌 핑커스 역

## 우리말 녹음
KBS 성우진
- 유강진 - 잰디(진 해크먼)
- 손정아 - 한나(리브 울만)
- 박은숙 - 마리아(수전 터렐)
- 정기항 - 잰디의 아버지(프랭크 케이디)
- 임수아 - 잰디의 어머니(아일린 헤커트)
- 이근욱 - 빌(로버트 E. 심프슨)
- 백진 - 월터(해리 딘 스탠턴)
- 이규화 - 잰디의 동생(샘 보텀스)